# Moslimextremisme
Moslimextremisme of islamitisch extremisme is een term die een maatschappelijke en antiwesterse politieke stroming aanduidt die uitgaat van de waarden van het moslimfundamentalisme en die combineert met een extremistische signatuur. Moslimextremisme is geen vastomlijnde term en wordt zowel gebruikt voor islamistische, door islamitische principes ingegeven terroristische of orthodox-islamitische opvattingen.
Veel van deze islamistische hervormingsbewegingen die sinds de jaren 80 van de 20e eeuw zijn opgericht, zoals Al Qaida, staan een rigoureuze, hernieuwde toepassing van de Koran en de religieuze wetten voor. Deze niet-geestelijken passen de islamitische wetten echter toe zonder de islamitische leermeesters te consulteren. Zij erkennen de koranexegese die in de loop der eeuwen door islamitische juristen werden gemaakt, niet.
Moslimextremisten kunnen passief zijn (de sharia of andere orthodoxe islamitische principes aanhangen bijvoorbeeld) maar ook actief. In dat geval kan moslimextremisme zich uiten in terrorisme of onderdrukking en discriminatie van vrouwen, homoseksuelen, afvallige moslims, niet-moslims, of politiek maatschappelijk andersdenkenden zoals individualisten, feministen, liberalen en anarchisten.
Vaak keren extremisten zich tegen andere meer gematigde moslims die zij niet als 'echte moslims' beschouwen maar als afvalligen die evenals ongelovigen gedood mogen worden volgens hun extreme opvattingen.